# أنجيلو تارتاغليا
أنجيلو تارتاغليا (بالإيطالية: Angelo Tartaglia)‏ هو لاعب كرة قدم إيطالي في مركز الدفاع، ولد في 30 سبتمبر 1992 في نابولي في إيطاليا. لعب مع نادي بارما ونادي غوبيو ونادي نوفارا.

## وصلات خارجية
- أنجيلو تارتاغليا على موقع قاعدة بيانات كرة القدم.إي يو (الإنجليزية)
- أنجيلو تارتاغليا على موقع Soccerway.com (الإنجليزية)